# Vladimir Cosma

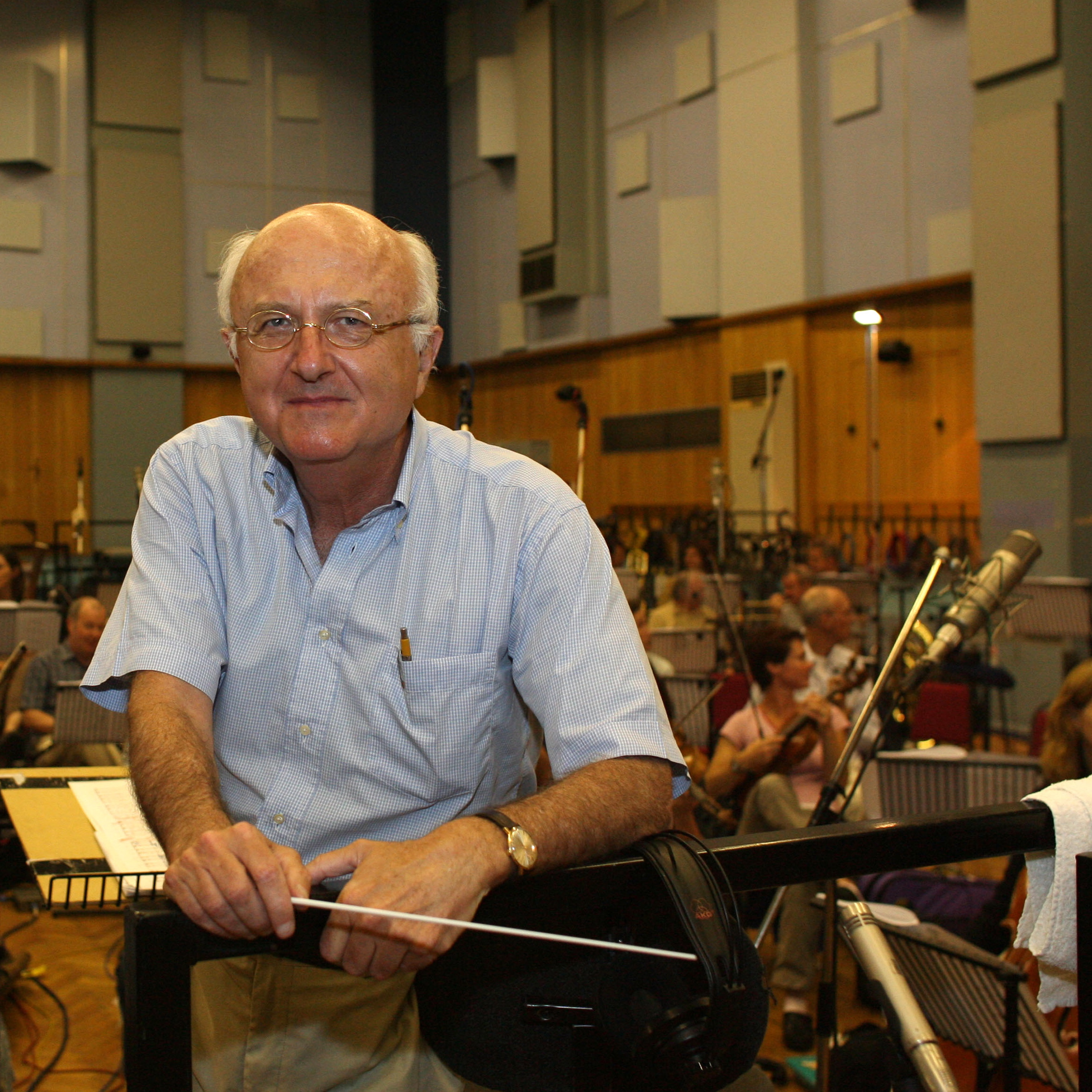
Vladimir Cosma (2007)

Vladimir Cosma (* 13. April 1940 in Bukarest) ist ein rumänisch-französischer Filmkomponist, Violinist und Dirigent.

## Leben
Vladimir Cosma wurde in eine Musikerfamilie geboren, sein Vater ist der Dirigent Teodor Cosma. Nachdem Vladimir Cosma am Bukarester Conservatorium den ersten Preis in den Fächern Violine und Komposition gewonnen hatte, setzte er sein Studium ab 1963 am Conservatoire national supérieur de musique in Paris fort, wo er mit Nadia Boulanger zusammenarbeitete. Von 1964 bis 1967 unternahm er Konzertreisen in die Vereinigten Staaten, nach Lateinamerika und nach Ostasien.
1966 lernte er den Filmkomponisten Michel Legrand kennen, der sein Interesse für die Filmmusik weckte und für den er zunächst als Arrangeur arbeitete. 1967 begann seine langjährige Zusammenarbeit mit dem Regisseur Yves Robert, die bis zu dessen Tod im Jahr 2002 andauerte. Im Laufe seiner Karriere hat er eine Reihe von Regisseuren mehrmals die Filmmusik geschrieben, für Yves Robert (13 Filme), Pierre Richard (fünf Filme), Pascal Thomas (elf Filme), Claude Zidi (zehn Filme), Gérard Oury (fünf Filme), Édouard Molinaro (sechs Filme), Claude Pinoteau (sieben Filme) oder Francis Veber (sieben Filme). Er vertonte außerdem drei Filme von Louis de Funès und zwei von Jean-Paul Belmondo.
Eine sehr bekannte Komposition von Cosma ist die Titelmelodie des Films Der große Blonde mit dem schwarzen Schuh (1972) mit Pierre Richard, die von Gheorghe Zamfir auf der Panflöte gespielt wurde. Die Titelmelodie von Die Abenteuer des Rabbi Jacob hat international große Aufmerksamkeit erfahren und wird heute noch im Film rezitiert, wie bei Monsieur Claude und seine Töchter. Für den Film Asterix – Sieg über Cäsar schrieb er das bekannte Titellied Astérix est là, das im Film von Plastic Bertrand gesungen wurde und zu einem der bekanntesten Asterix-Musikstücke wurde. Die meisten seiner Filmmusiken wurden auf Tonträgern veröffentlicht, hierbei komponierte er auch einige bekannte Filmsongs. Davon war die erfolgreichste Single Reality aus dem Film La Boum – Die Fete, gesungen von Richard Sanderson, die unter anderem in Deutschland ein Nummer-eins-Hit war.
Daneben arbeitete Cosma auch außerhalb von Frankreich, so wurde er in Deutschland insbesondere für seine Filmmusik zu einigen der ZDF-Vierteiler in den 1960er- 1970er-Jahren bekannt. Der Titelsong aus Die Abenteuer des David Balfour (1978), David’s Song, wurde zunächst von der Kelly Family interpretiert und danach von zahlreichen weiteren Künstlern gecovert.

## Filmografie (Auswahl)
- 1967: Alexander, der Lebenskünstler (Alexandre le bienheureux)
- 1968: Tom Sawyers und Huckleberry Finns Abenteuer (Les Aventures de Tom Sawyer) (TV-Mehrteiler)
- 1970: Der Zerstreute (Le distrait)
- 1972: Alfred, die Knallerbse (Les malheurs d’Alfred)
- 1972: Der große Blonde mit dem schwarzen Schuh (Le grand blond avec une chaussure noire)
- 1973: Die Abenteuer des Rabbi Jacob (Les aventures de Rabbi Jacob)
- 1973: Mach’s gut, Nicolas (Salut, l’artiste)
- 1974: Die großen Detektive (Les grands détectives) (TV-Mehrteiler)
- 1974: Der große Blonde kehrt zurück (Le retour du grand blond)
- 1974: Der lange Blonde mit den roten Haaren (La moutarde me monte au nez)
- 1975: Monsieur Dupont (Dupont-Lajoie)
- 1975: Der Tolpatsch mit dem sechsten Sinn (La course à l’échalotte)
- 1976: Michael Strogoff (TV-Mehrteiler)
- 1976: Brust oder Keule (L’aile ou la cuisse)
- 1976: Das Spielzeug (Le jouet)
- 1976: Schach dem Roboter (Les Robots pensants)
- 1976: Ein Elefant irrt sich gewaltig (Un éléphant ça trompe énormément)
- 1977: Ein irrer Typ (L’animal)
- 1977: Wir kommen alle in den Himmel (Nous irons tous au paradis)
- 1977: Der Querkopf (La zizanie)
- 1978: Und jetzt das Ganze nochmal von vorn (Je suis timide … mais je me soigne)
- 1978: Die Abenteuer des David Balfour (Kidnapped) (TV-Mehrteiler)
- 1979: Die Aussteigerin
- 1980: Zwei Kamele auf einem Pferd (C’est pas moi, c’est lui)
- 1980: Der Hornochse und sein Zugpferd (La chèvre)
- 1980: La Boum – Die Fete (La boum)
- 1980: Inspektor Loulou – Die Knallschote vom Dienst (Inspecteur la Bavure)
- 1980: Der Regenschirmmörder (Le coup du parapluie)
- 1981: Diva
- 1981: Die Rosen von Dublin (Les Roses de Dublin) (TV-Mehrteiler)
- 1981: Heirate mich nicht, Chérie (L’année prochaine … si tout va bien)
- 1982: La Boum 2 – Die Fete geht weiter (La boum 2)
- 1982: Das As der Asse (L’as des as)
- 1983: Der Mann von Suez (L’homme de Suez) (TV-Mehrteiler)
- 1983: Zwei irre Spaßvögel (Les compères)
- 1983: Ticket ins Chaos (Banzaï)
- 1984: Der Zwilling (Le jumeau)
- 1984: Tödliche Angst (La septième cible)
- 1984: Erben der Liebe (Mistral’s Daughter) (TV-Miniserie)
- 1984: Le Bal – Der Tanzpalast (Le bal)
- 1984: Ein Klassemädchen (Just the Way You Are)
- 1985: Asterix – Sieg über Cäsar (Astérix et la surprise de César)
- 1986: Asterix bei den Briten (Astérix chez les Bretons)
- 1986: Die Flüchtigen (Les fugitifs)
- 1988: Die Studentin (L’étudiante)
- 1990: Der Ruhm meines Vaters (La gloire de mon Père)
- 1990: Das Schloß meiner Mutter (Le château de ma mère)
- 1991: Der Joker und der Jackpot (La Totale !)
- 1991: Der Gefallen, die Uhr und der sehr große Fisch (The Favour, the Watch and the Very Big Fish)
- 1992: Die verlassene Frau (La femme abandonnée)
- 1994: Bonsoir
- 1996: Jaguar (Le jaguar)
- 1997: Schwurgericht (TV-Reihe)
- 1999: Le fils du Français
- 2001: Ein Mann sieht rosa (Le placard)
- 2017: Monsieur Pierre geht online (Un profil pour deux)
- 2020: Tony Rodriguez. Aller en prison, c’est son rêve…

## Oper
- Marius et Fanny, 2007, 2 Akte, Uraufführung am 4. September in Marseille; 158 Min. Nach der Trilogie marseillaise von Marcel Pagnol. (Liebesdrama. Vergleiche das amerikanische Musical Fanny von Harold Rome, 1954 und das Filmdrama Fanny, 1961, von Joshua Logan aus dem gleichen Stoff.)

## Schriften
- Mes Mémoires – Du Rêve à Reality. Plon, Paris 2022, ISBN 978-2-259-30482-5.

## Auszeichnungen

### Ehrungen
- Ritter der Ehrenlegion[4]
- Kommandeur des Ordre des Arts et des Lettres[4]
- Großoffizier des Rumänischen Nationalverdienstordens[4]
- Ehrendoktor der Nationalen Musikuniversität Bukarest[4]

### Preise und Nominierungen
- 1978: Nominierung für den César für Ein irrer Typ
- 1980: Nominierung für den César für Die Aussteigerin
- 1982: César für die beste Filmmusik für Diva
- 1983: Nominierung für den César für La Boum 2 – Die Fete geht weiter
- 1984: David di Donatello für die beste Musik für Le Bal – Der Tanzpalast
- 1984: César für die beste Musik für Le Bal – Der Tanzpalast
- 1986: 7 d’Or für die beste Musik des französischen Fernsehpreises La (n)ème Nuit des 7 d’Or für L’Été 36
- 1991: 7 d’Or für die beste Musik des französischen Fernsehpreises La (n)ème Nuit des 7 d’Or
- 1991: zwei Nominierungen für den César für Der Ruhm meines Vaters und Das Schloß meiner Mutter